# Alison Duff
Alison Stirling Duff, verh. Salter (* 7. Juli 1914 in Invercargill, Neuseeland; † 19. März 2000 in Auckland, Neuseeland) war eine neuseeländische Bildhauerin, Keramikerin und Kunstpädagogin.

## Leben
Alison Duff studierte am Canterbury College of Art bei Francis Shurrock und setzte ihre Ausbildung ab 1938 am East Sydney Technical College in Australien fort. Nach ihrem Abschluss im Jahr 1938 kehrte sie nach Neuseeland zurück, um Beiträge zur New Zealand Centennial Exhibition von 1939 bis 1940 zu leisten. Anschließend lehrte sie sieben Jahre lang als Leiterin der Bildhauerei-Abteilung am Hobart Technical College in Tasmanien und weitere fünf Jahre am East Sydney Technical College. In den frühen 1950er-Jahren kehrte sie nach Neuseeland zurück und unterrichtete zwei Jahre lang an der Auckland Girls’ Grammar School, bevor sie sich vollständig der Bildhauerei widmete. Duff war darüber hinaus in Galerien und bei Ausstellungen in Australien und Neuseeland aktiv.

## Werk
Alison Duff gilt als eine der Wegbereiterinnen der modernen Bildhauerei in Neuseeland. Sie arbeitete bevorzugt mit Materialien wie Beton („Ciment Fondu“), Bronze, Keramik und Holz, insbesondere mit dem einheimischen Kauri. Thematisch kreisten ihre Werke häufig um die neuseeländische Flora und Fauna. Sie schuf aber auch Porträtbüsten bedeutender Persönlichkeiten wie Sir Edmund Hillary, Frank Sargeson und Colin McCahon. Besonders bekannt sind ihre beiden Figuren Man in a bus und Woman in a bus (beide aus dem Jahr 1960). Ihr bekanntestes Holzwerk, Manaia (1950er Jahre), entstand aus einem im Bachbett gefundenen Kauristamm und symbolisiert die Rückkehr der Natur. Ihr Stil zielte auf das „Wesen“ der Motive ab, nicht auf deren fotografische Wiedergabe. Ihre Arbeiten sind in bedeutenden Sammlungen wie der Auckland Art Gallery, dem Museum of New Zealand Te Papa Tongarewa und den Hocken Collections sowie in zahlreichen öffentlichen Einrichtungen vertreten.